# الإكتنينيون
الإكتنينيون  (الاسم العلمي: Ecteninion) تعني «ممدودة النتوء القذالي» ، وهو جنس منقرض من كلبيات الأسنان الآكلة للحوم التي عاشت خلال العصر الثلاثي المتأخر (الكارني) في أمريكا الجنوبية.